# 1729년
1729년은 토요일로 시작하는 평년이다.

## 연호
- 청(淸) 옹정(雍正) 7년
- 일본(日本) 교호(享保) 14년
- 후 레 왕조(後黎朝) 바오타이(保泰) 10년 / 빈카인(永慶) 원년

## 기년
- 류큐(琉球) 쇼케이왕(尚敬王) 17년
- 청(淸) 세종 옹정제(世宗 雍正帝) 7년
- 조선(朝鮮) 영조(英祖) 5년
- 후 레 왕조(後黎朝) 유종(裕宗) 25년 / 혼덕공(昏德公) 원년

## 사건
- 11월 9일 - 스페인, 프랑스와 영국이 세비야 조약에 서명하다.

## 탄생
- 1월 10일 - 이탈리아의 생물학자 라차로 스팔란차니. (~1799년)
- 1월 12일 - 영국의 정치철학자 에드먼드 버크. (~1797년)
- 5월 2일 - 로마노프 왕조의 8번째 군주 예카테리나 2세. (~1796년)
- 5월 25일 - 조선의 학자 황윤석. (~1791년)
- 7월 17일 - 프랑스의 해군 제독 피에르 앙드레 드 쉬프렌. (~1788년)
- 9월 4일 - 프랑스의 황태자 프랑스의 루이. (~1765년)
- 11월 24일 - 러시아 제국의 장군 알렉산드르 수보로프. (~1800년)